# Granica (województwo podkarpackie)
Granica – osada w Polsce, położona w województwie podkarpackim, w powiecie krośnieńskim, w gminie Dukla.
W latach 1975–1998 miejscowość należała administracyjnie do województwa krośnieńskiego.